# Represión (canción)
«Represión» es el tema número siete del disco debut homónimo, de la banda argentina de punk rock, llamada Los Violadores. Fue editado en 1983 a través del sello Umbral Discos.

## Contexto
La letra es de alto contenido ideológico y político, de carácter contestatario y de protesta; que denunciaba cómo la dictadura militar que gobernó a la Argentina entre 1976-1983, copaba toda la esfera social y cultural de entonces en dicho país.